# A1 Grand Prix 2005/2006
A1 Grand Prix-säsongen 2005/2006 kördes över 22 heat under 11 tävlingshelger. Mästare blev Frankrike efter ett förtjänstfullt jobb av Alexandre Prémat och Nicolas Lapierre.

## Delsegrare
| Bana          | Vinnare          | Land      | Vinnare          | Land          |
| ------------- | ---------------- | --------- | ---------------- | ------------- |
| Brands Hatch  | Nelsinho Piquet  | Brasilien | Nelsinho Piquet  | Brasilien     |
| Lausitzring   | Nicolas Lapierre | Frankrike | Nicolas Lapierre | Frankrike     |
| Estoril       | Alexandre Prémat | Frankrike | Alexandre Prémat | Frankrike     |
| Eastern Creek | Nicolas Lapierre | Frankrike | Nicolas Lapierre | Frankrike     |
| Sepang        | Alexandre Prémat | Frankrike | Alexandre Prémat | Frankrike     |
| Dubai         | Neel Jani        | Schweiz   | Nicolas Lapierre | Frankrike     |
| Durban        | Alexandre Prémat | Frankrike | Jos Verstappen   | Nederländerna |
| Sentul        | Nicolas Lapierre | Frankrike | Sean McIntosh    | Kanada        |
| Monterrey     | Alexandre Prémat | Frankrike | Alexandre Prémat | Frankrike     |
| Laguna Seca   | Salvador Durán   | Mexiko    | Salvador Durán   | Mexiko        |
| Shanghai      | Alex Yoong       | Malaysia  | Tomáš Enge       | Tjeckien      |

## Slutställning
| Plats | Nation         | Signifikativa förare    | Poäng |
| ----- | -------------- | ----------------------- | ----- |
| 1     | Frankrike      | Prémat/Lapierre         | 172   |
| 2     | Schweiz        | Jani/Mondini            | 121   |
| 3     | Storbritannien | Kerr/Manning            | 97    |
| 4     | Nya Zeeland    | Halliday/J Reid         | 77    |
| 5     | Malaysia       | Yoong/Fauzy             | 74    |
| 6     | Brasilien      | Piquet Jr./C Fittipaldi | 71    |
| 7     | Nederländerna  | Jos Verstappen          | 69    |
| 8     | Irland         | Firman/Devaney          | 68    |
| 9     | Portugal       | Parente/Campaniço       | 66    |
| 10    | Mexiko         | Durán/Martínez          | 59    |
| 11    | Kanada         | McIntosh/Carpentier     | 59    |
| 12    | Tjeckien       | Enge/Charouz            | 56    |
| 13    | Australien     | Power/Briscoe           | 51    |
| 14    | Italien        | Toccacelo/Busnelli      | 46    |
| 15    | Tyskland       | Scheider/Sutil          | 38    |